# Ols porzeczkowy
Ols porzeczkowy – zespół roślinny o naukowej nazwie Ribeso nigri-Alnetum lub Ribo nigri-Alnetum. Jeden z dwóch głównych rodzajów olsów.

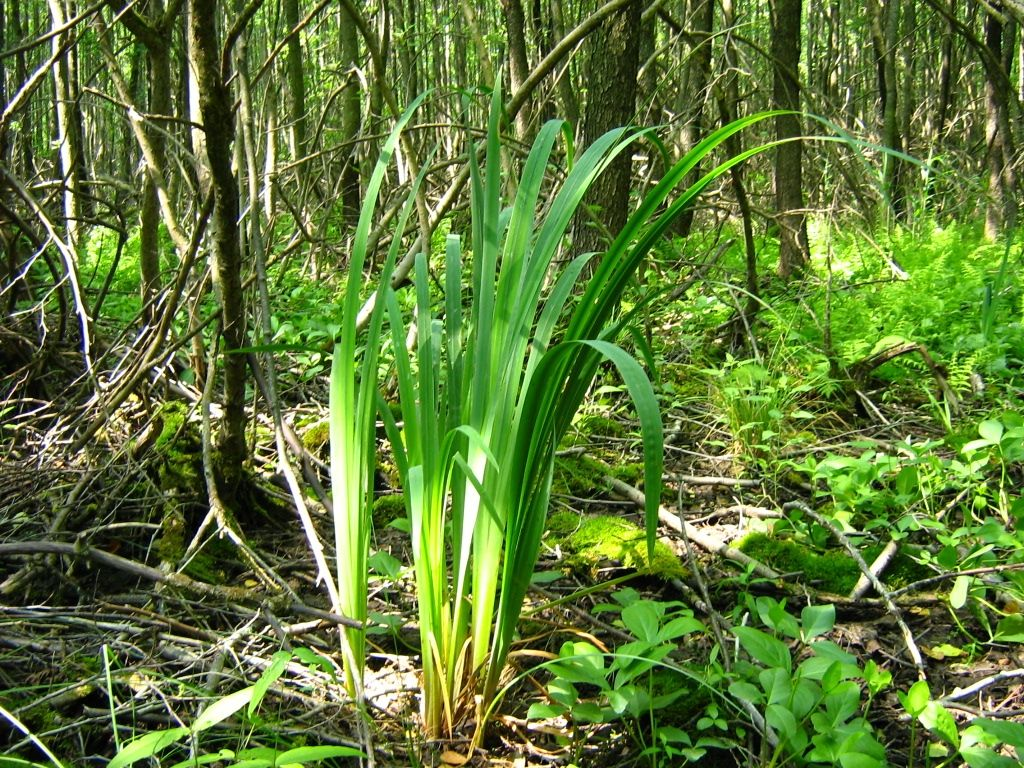
Faza sucha

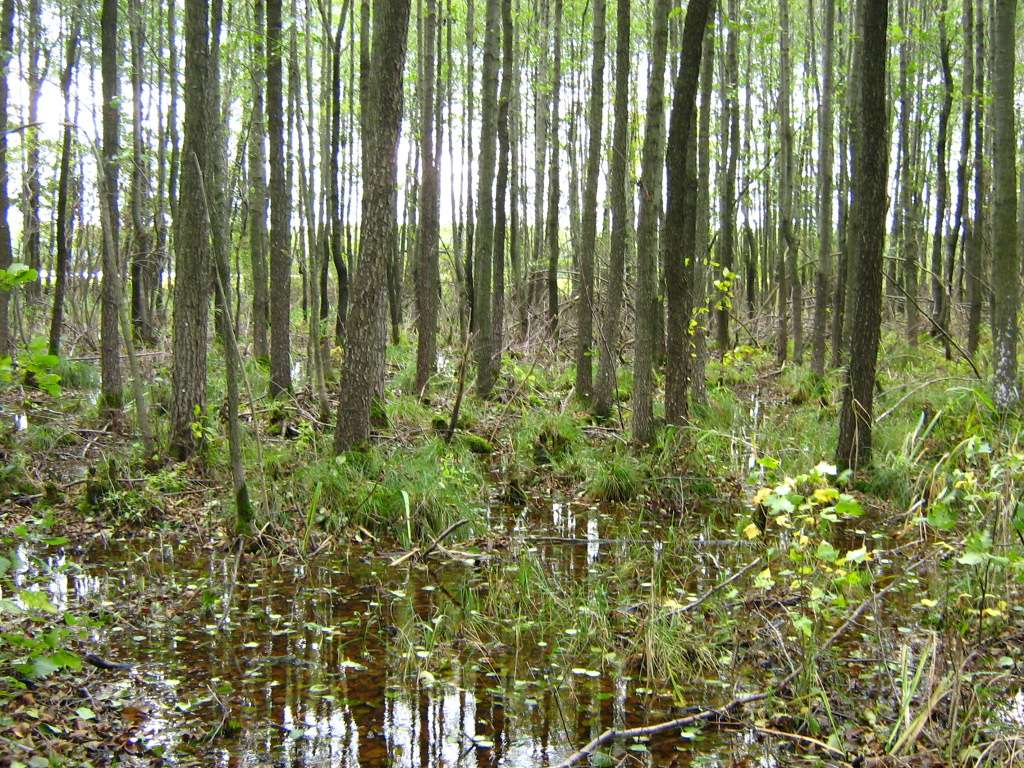
Faza mokra

Las z udziałem olszy czarnej i czarnej porzeczki o kępkowo-dolinkowej strukturze. Na kępkach gatunki roślinności leśnej, rzadziej borowej i łąkowej, w okresowo zalewanych dolinkach – szuwarowej i torfowiskowej (zwłaszcza ze związku Magnocaricion). Czasem podobny do zabagnionych postaci łęgu jesionowo-olszowego, który jednak nie ma struktury dolinowo-kępkowej, ma znaczny udział gatunków leśnych i łąkowych, a mniejszy udział gatunków szuwarowych.
Siedlisko żyzne lub co najmniej mezotroficzne. Odczyn gleby od słabo kwaśnego po słabo zasadowy.
Charakterystyczna kombinacja gatunków
ChAss. : porzeczka czarna (Ribes nigrum).
DAss. : czeremcha pospolita (Padus avium), jesion wyniosły (Fraxinus excelsior).
ChCl. : brzoza niska (Betula humilis), trzcinnik lancetowaty (Calamagrostis canescens), turzyca długokłosa (Carex elongata), nerecznica grzebieniasta (Dryopteris cristata), karbieniec pospolity (Lycopus europaeus), woskownica europejska (Myrica gale), długosz królewski (Osmunda regalis), porzeczka czarna (Ribes nigrum), wierzba uszata (Salix aurita), wierzba szara (Salix cinerea), wierzba pięciopręcikowa (Salix pentandra), wierzba rokita (Salix rosmarinifolia), psianka słodkogórz (Solanum dulcamara), torfowiec nastroszony (Sphagnum squarrosum), zachylnik błotny (Thelypteris palustris), piórkowiec kutnerowaty (Trichocolea tomentella).